# Uma Prova de Amor (álbum de Zeca Pagodinho)
Uma Prova de Amor é o vigésimo álbum de estúdio de Zeca Pagodinho. Foi lançado em 30 de setembro de 2008 pela Universal Music Brasil em CD/DVD. Foi produzido por Rildo Hora.

## Lista de faixas
| N.º            | Título                                                                 | Compositor(es)                           | Duração |  |
| 1.             | "Uma Prova de Amor"                                                    | Toninho Geraes, Nelson Rufino            | 3:25    |  |
| 2.             | "Não Há Mais Jeito"                                                    | Mauro Diniz, Monarco                     | 3:23    |  |
| 3.             | "Normas da Casa"                                                       |                                          | 3:57    |  |
| 4.             | "Se Eu Pedir Pra Você Cantar"                                          | Zeca Pagodinho                           | 3:09    |  |
| 5.             | "Falsas Juras/Pecadora/Manhã Brasileira" (com Velha Guarda da Portela) | Manaceia                                 | 5:38    |  |
| 6.             | "Esta Melodia" (com Velha Guarda da Portela)                           | Babu da Portela, Jamelão                 | 4:13    |  |
| 7.             | "Que Alegria"                                                          | Roberto Lopes                            | 4:08    |  |
| 8.             | "Eta Povo Pra Lutar"                                                   |                                          | 3:13    |  |
| 9.             | "Ogum" (com Jorge Ben Jor)                                             | Marquinho PQD e Claudemir                | 4:36    |  |
| 10.            | "Terreiro em Acari"                                                    | Roberto Lopes                            | 3:31    |  |
| 11.            | "Sincopado Ensaboado"                                                  | Marcos Diniz, Barbeirinho do Jacarezinho | 3:17    |  |
| 12.            | "Sujeito Pacato"                                                       | Zeca Pagodinho                           | 3:52    |  |
| 13.            | "Então Leva"                                                           | Luiz Carlos da Vila                      | 4:00    |  |
| 14.            | "Pra Ninguém Mais Chorar"                                              | Fred Camacho, Dudu Nobre, Almir Guineto  | 3:01    |  |
| 15.            | "Sempre Atrapalhado"                                                   | Arlindo Cruz/Zeca Pagodinho              | 3:27    |  |
| 16.            | "Sambou, Sambou" (com João Donato)                                     | João Mello                               | 3:01    |  |
| Duração total: | Duração total:                                                         | Duração total:                           | 59:51   |  |

Fonte: Allmusic